# Calosota pseudotsugae
Calosota pseudotsugae är en stekelart som beskrevs av Burks 1973. Calosota pseudotsugae ingår i släktet Calosota och familjen hoppglanssteklar. Inga underarter finns listade.